# 神社町
神社町（かみやしろちょう）は三重県度会郡にあった町。現在の伊勢市北部にあたる。

## 地理
旧村名を継承した5つの大字からなっていた。
- 海洋：伊勢湾
- 河川：勢田川、五十鈴川、馬瀬川、大湊川

旧神領であり、水上交通の要衝として自然発生的に成立した集落を基礎としている。特に、町の中心地・神社港（かみやしろこう）は宇治・山田の外港として発達した。

## 大字
町役場は神社港に置かれた。
- 神社港（かみやしろこう）
- 小木（こうぎ）
- 下野（しもの）
- 竹ヶ鼻（たけがはな）
- 馬瀬（まぜ）

## 歴史
- 1889年（明治22年）4月1日 - 町村制の施行により、神社港、竹ヶ鼻村、小木村、下野村、馬瀬村の区域をもって度会郡神社町が発足。
- 1911年（明治44年） - 電灯が設置される[1]。
- 1941年（昭和16年）5月5日 - 宇治山田市と合併し新しい宇治山田市が発足。同日神社町廃止。町内の5大字は宇治山田市の大字として継承[1]。

## 地域
港町であったため、町民の半数が町外出身者で占められ、遠くは三河・駿河・紀伊長島、近くは志摩郡長岡・神島・答志、度会郡浜郷・御薗から移住した人々であった。
学校
- 神社町国民学校

工場
- 神戸製鋼所伊勢工場（現・シンフォニア テクノロジー伊勢製作所）

## 行政
神社町役場は、町長・助役・収入役・書記2名で運営され、12名からなる神社町議会と各大字に区長・区会議会を置いていた。

### 歴代町長
『伊勢市史』による。
| 代   | 町長         | 就任           | 退任           |
| ---- | ------------ | -------------- | -------------- |
| 1    | 矢田精一郎   | 1889年6月6日   | 1893年6月5日   |
| 2    | 権田俊蔵     | 1893年6月6日   | 1897年6月5日   |
| 3    | 浜口栄       | 1897年7月5日   | 1903年4月      |
| 4    | 青山嘉蔵     | 1903年4月14日  | 1903年12月     |
| 5    | 中西九右衛門 | 1903年12月4日  | 1904年8月5日   |
| 代理 | 鈴木幸麿     | 1904年8月      | 1905年12月     |
| 6    | 佐田亀之助   | 1905年12月2日  | 1913年12月21日 |
| 代理 | 山口久吉     | 1913年12月22日 | 1913年3月10日  |
| 7    | 佐田亀之助   | 1913年3月11日  | 1929年3月2日   |
| 8    | 浜口広海     | 1929年3月7日   | 1941年5月5日   |

## 産業
神社港以外の大字では農業が中心であった。特に馬瀬と下野は「馬瀬御園」や「匂御園」といった伊勢神宮の御園のある地であった。神社港は商港として日常生活物資や水産物を取り扱う問屋が建ち並び、関東地方や中国地方から海を渡って参宮に訪れる「船参宮」客をもてなす旅館も多かった。

## 交通

### 船舶
- 神社港 - 名古屋港[1]
- 神社港 - 豊橋港[1]

### 道路
- 神社街道[1]

## 名所・旧跡・観光スポット・祭事・催事
- 御食神社